# Cumpăna
Cumpăna község Constanța megyében, Dobrudzsában, Romániában. A hozzá tartozó település Straja.

## Fekvése
A település az ország délkeleti részén található, Konstancától tizenegy kilométerre délnyugatra.

## Története
Régi török neve Haşiduluc, románul Haşi Duluc. Első írásos említése 1870-ből való. Mai nevét 1926-ban kapta.

## Lakossága
A nemzetiségi megoszlás a következő:
| 2002      | 2002 | 2002   |
| --------- | ---- | ------ |
| Románok   | 9065 | 91,83% |
| Törökök   | 594  | 6,01%  |
| Tatárok   | 177  | 1,79%  |
| Romák     | 13   | 0,13%  |
| Németek   | 8    | 0,08%  |
| Magyarok  | 6    | 0,06%  |
| Csángók   | 3    | 0,03%  |
| Lipovánok | 2    | 0,02%  |
| Örmények  | 1    | 0,01%  |
| Összesen  | 9871 | 100,0% |